# 1. česká hokejová liga 1993/1994
1. česká hokejová liga 1993/1994 byla 1. ročníkem české druhé nejvyšší hokejové soutěže. Liga navazovala na minulý ročník jedné ze skupin druhé nejvyšší československé soutěže.

## Fakta
- 1. ročník samostatné druhé nejvyšší české hokejové soutěže
- Prolínací extraligová kvalifikace: HC Zbrojovka Vsetín 10 bodů, Slavia Praha 7 bodů a postoupili do extraligového ročníku 1994/1995 - HC Stadion Hradec Králové 4 body, HC Vajgar Jindřichův Hradec 3 body sestoupili z extraligy do dalšího ročníku 1. ligy
- Přerov přímo sestoupil do 2. ligy a místo něho postoupil Písek, Tábor se v prolínací baráži udržel.

### Systém soutěže
Všech 14 týmů se nejprve utkalo v základní části dvoukolově každý s každým a následně všechny sudé týmy se všemi lichými týmy doma a venku. Čtveřice nejlepších týmů po základní části postoupila do čtvrtfinále play-off. Týmy na pátém až dvanáctém místě postoupily do předkola play off, které se hrálo na dva vítězné zápasy. Čtvrtfinále a semifinále se hrálo na 3 vítězné zápasy. Dva vítězové semifinále play off postoupili do čtyřčlenné baráže o extraligu, kde hráli spolu se dvěma nejhoršími extraligovými celky.
Týmy, které skončily na třinácté a čtrnácté příčce, hrály nejprve sérii o udržení hranou na tři vítězná utkání. Poražený z této série sestupoval přímo do 2. ligy. Vítěz této série si vybojoval možnost uhájit své prvoligové členství v druhém kole baráže o 1. ligu.
V prvním kole baráže o 1. ligu se nejprve utkali oba vítězové jednotlivých skupin 2. ligy systémem doma-venku. Z obou utkání se sčítalo skóre a vítěz postoupil přímo do 1. ligy. Poražený z 1. kola se utkal ve 2. kole s vítězem série o udržení 1. ligy, a to na dvě vítězná utkání.

## Základní část

### Konečná tabulka
| Vysvětlivka                   |
| ----------------------------- |
| Postup do čtvrtfinále playoff |
| Postup do předkola play off   |
| Účastník play out             |

| Poř. | Tým                      | Z  | V  | R  | P  | VG  | OG  | B  |
| ---- | ------------------------ | -- | -- | -- | -- | --- | --- | -- |
| 1.   | HC Zbrojovka Vsetín      | 40 | 33 | 4  | 3  | 188 | 61  | 70 |
| 2.   | HC Slavia Praha          | 40 | 24 | 7  | 9  | 176 | 107 | 55 |
| 3.   | HC Královopolská Brno    | 40 | 23 | 7  | 10 | 182 | 129 | 53 |
| 4.   | HC Slezan Opava          | 40 | 24 | 5  | 11 | 139 | 117 | 53 |
| 5.   | HC Slovan Ústí nad Labem | 40 | 18 | 9  | 13 | 121 | 105 | 45 |
| 6.   | TJ TŽ Třinec             | 40 | 16 | 5  | 19 | 132 | 134 | 37 |
| 7.   | HC Havířov               | 40 | 14 | 8  | 18 | 138 | 131 | 36 |
| 8.   | HKC Prostějov            | 40 | 13 | 9  | 18 | 113 | 145 | 35 |
| 9.   | BK VTJ Havlíčkův Brod    | 40 | 13 | 7  | 20 | 128 | 172 | 33 |
| 10.  | HC Baník CHZ Sokolov     | 40 | 13 | 5  | 22 | 117 | 159 | 31 |
| 11.  | H+S Beroun               | 40 | 11 | 9  | 20 | 97  | 140 | 31 |
| 12.  | TJ Baník Hodonín         | 40 | 12 | 6  | 22 | 113 | 133 | 30 |
| 13.  | HC Přerov                | 40 | 12 | 3  | 25 | 95  | 164 | 27 |
| 14.  | HC VS VTJ Tábor          | 40 | 6  | 12 | 22 | 107 | 149 | 24 |

HC Přerov soutěž zahájil jako HC Brno, ale 1. prosince 1993 došlo k převodu práv na HC Přerov. Dne 27. prosince 1993 došlo ke sloučení oddílů VTJ Tábor a TJ VS Tábor, od tohoto dne hrál v 1. lize HC VS VTJ Tábor a ve 2. lize HC VS VTJ Tábor „B“.

## Předkolo play off
- HC Slovan Ústí nad Labem - HC Baník Hodonín 2:0 (5:1, 6:0)
- TJ TŽ Třinec - H+S Beroun 2:0 (4:2, 5:2)
- HC Havířov - HC Baník CHZ Sokolov 2:1 (4:7, 6:2, 3:2)
- HKC Prostějov - BK VTJ Havlíčkův Brod 0:2 (1:7, 4:6)

## Čtvrtfinále
- HC Zbrojovka Vsetín - BK VTJ Havlíčkův Brod 3:0 (7:1, 8:0, 9:2)
- HC Slavia Praha - HC Havířov 3:1 (8:3, 3:4, 4:3, 4:2)
- HC Královopolská Brno - TJ TŽ Třinec 3:0 (3:0, 5:3, 4:2)
- HC Slezan Opava - HC Slovan Ústí nad Labem 1:3 (5:0, 1:2, 1:4, 1:5)

## Semifinále
- HC Zbrojovka Vsetín - HC Slovan Ústí nad Labem 3:0 (6:0, 3:0, 3:2 SN)
- HC Slavia Praha - HC Královopolská Brno 3:0 (3:2 SN, 3:0, 6:3)

Týmy Vsetína a Slavie postoupily do baráže o extraligu, ve které uspěly a postoupily tak do dalšího ročníku extraligy.

## O udržení
- HC Přerov - HC VS VTJ Tábor 1:3 (1:2, 1:5, 3:2, 0:1)

Přerov sestoupil do 2. ligy, zatímco Tábor si vybojoval právo na uhájení prvoligové příslušnosti v baráži.

## Baráž o 1. ligu

### 1. kolo
- HC ZVVZ Milevsko - IHC Písek 1:0, 2:6

Písek postoupil přímo do 1. ligy, zatímco Milevsko postoupilo do 2. kola baráže.

### 2. kolo
- HC VS VTJ Tábor - HC ZVVZ Milevsko 2:1 (6:1, 2:3, 3:1)

Tábor uhájil svoji prvoligovou příslušnost i pro další sezonu.